# Ilse Jonas (Malerin)
Ilse Jonas (* 29. Mai 1884 in Berlin; † 30. April 1922 ebenda) war eine Berliner Malerin.

## Familie
Ilse Jonas war Tochter von Fritz Jonas (Schulrat, Schiller-Forscher und Mitbegründer des Schiller-Archivs in Marbach) und dessen Ehefrau Anna Jonas, geb. Franz, und ist aufgewachsen in Berlin. Dort hat sie bis zu ihrem Tod gelebt.

## Künstlerischer Werdegang
Ilse Jonas nahm bereits als Jugendliche mit Unterstützung der Eltern privaten Malunterricht. Sie hatte früh das Ziel im Auge, Künstlerin zu werden. 1904 begann sie ihr Studium im Verein der Künstlerinnen zu Berlin von 1867 (an der Kunstakademie waren Frauen bis 1919 noch nicht zugelassen). Ilses Lehrerin, Margarete Hoenerbach (1848–1924) war Porträt-, Stillleben- und Landschaftsmalerin. Hoenerbach war von 1892 bis 1909 Direktorin der Zeichen- und Malschule des Vereins der Künstlerinnen zu Berlin. Ilse Jonas gehörte der Porträtklasse von Hoenerbach bis 1909 an.
1911 arbeitete Ilse Jonas im Atelier des Malers Leo von König (1871–1944). Er malte Gesellschaftsportraits und Landschaften. Beides kam den Interessen von Ilse Jonas in besonderer Weise entgegen.
Mit ihren plastischen Werken arbeitete Ilse Jonas auf eine Karriere als Bildhauerin hin. 1912 trat sie in die renommierte Lewin-Funcke-Schule ein, musste aber schon bald danach aus gesundheitlichen Gründen die Ausbildung dort aufgeben.
Landschaftsbilder von Ilse Jonas lassen erkennen, dass sie mehrmals auf den ostfriesischen Nordseeinseln Langeoog und Baltrum zu Besuch war. Regelmäßig verbrachte Ilse Jonas die Sommermonate im Sommerhaus der Familie in Arnstadt/Thüringen. Das erklärt die vielen Arnstädter Motive ihrer Bilder. Den Skizzenbüchern ist zu entnehmen, dass Ilse Jonas’ Reiseziele vornehmlich in Deutschland, Österreich und der Schweiz lagen.
Im Sommer 1915 hielt sich Ilse Jonas auf Usedom auf, wie einige datierte Skizzen aus Heringsdorf belegen. Zwei ihrer Bilder „Bäume am Strand“ und „Kiefern auf Düne“ zeugen von einer heiteren Urlaubsstimmung. Ihr Stil erinnert an Landschaften von Lesser Ury (1861–1931) oder Walter Leistikow (1865–1908), dessen Blicke auf und durch Bäume hindurch, oft im glühenden Abendlicht, sich bei den Berliner Bürgern Anfang des 20. Jahrhunderts großer Beliebtheit erfreuten.
Im September 1916 besuchte Ilse Jonas den mecklenburgischen Ort Schwaan. Sie könnte im Juni 1916 anlässlich eines Besuchs in Weimar Kontakt zu Franz Bunke (1857–1939) aufgenommen haben. Bunke war gebürtiger Schwaaner und gründete 1892 dort eine Künstlerkolonie. Er war in Weimar Meisterschüler des Landschaftsmalers Theodor Hagen (1842–1919) gewesen und wurde 1910 selbst zum Professor an der Weimarer Kunstschule ernannt.
Aus dem Aufenthalt von Ilse Jonas in Schwaan resultiert eine Zeichnung der Warnowbrücke vom 21. September 1916, die mit schwarzer und weißer Kreide die Schauseite mit der heute nicht mehr existierenden Holzbrücke und dem mächtigen spitzen Kirchturm aus einem gelblich getönten Papier herausarbeitet. Zwei Tage später zeichnet Ilse Jonas in ähnlicher Weise die alte Scheune in Wiendorf. 2015 wurde bei der Auflösung eines Familiennachlasses das Ölbild „An der Warnow“ von Ilse Jonas aus dem Jahr 1916 gefunden (heute im Besitz der Kunstmühle Schwaan).

## Schwerpunkte des malerischen Werks
Schwerpunkte des künstlerischen Werks von Ilse Jonas sind Porträt- und Landschaftsbilder. Ihr Interesse galt unspektakulären Motiven, Blicken in die Landschaft, oft über Dächer hinweg, dem einfachen Leben auf dem Lande oder in der Kleinstadt und der Familie. Ihre Bilder vermitteln den Eindruck einer deutschen Malerei in der Nachfolge der französischen Schule von Barbizon.
Das Werk von Ilse Jonas umfasst – soweit es heute noch auffindbar ist – ca. 50 Bilder, kleine Skulpturen sowie 6 Skizzenbücher, die sich überwiegend im Familienbesitz befinden. Obwohl Ilse Jonas immer in Berlin gelebt hat, enthält der verfügbare Nachlass nur vier Bilder mit Berlin-Motiven.

## Mitgliedschaft im Verein der Künstlerinnen zu Berlin
Am 29. März 1922 hat Ilse Jonas die erforderlichen Unterlagen und einige ihrer Arbeiten für die Aufnahme in den Verein der Künstlerinnen zu Berlin eingereicht. Kurz darauf, am 3. April 1922 teilt der Verein der Künstlerinnen zu Berlin Ilse Jonas mit, dass sie aufgrund ihrer eingereichten Arbeiten einstimmig als Mitglied in den Verein aufgenommen ist. Noch in demselben Monat, am 30. April 1922 stirbt Ilse Jonas an den Folgen einer Lungenentzündung, zu einem Zeitpunkt, als ihre freie Künstlerlaufbahn eigentlich erst begann.